# Osvědčení o doručení
Oznámení o dodání zásilky nebo osvědčení o doručení (angl. proof of delivery – POD) v poštovních a kurýrních službách je dokument sloužící jako důkaz o doručení zásilky balíku či dopisu. Jedná se nejčastěji o tištěný dokument, na který příjemce stvrdí svým podpisem či razítkem převzetí zboží. Dále se na uvádí i čitelně jméno a příjmení příjemce. Někteří přepravci vyžadují datum a čas. V případě výhrady se doporučuje připsat na dokument výhradu k doručení například zjevné poškození obalu, pozdní dodání nesoulad v předpokládané hmotnosti, počtu kusů.